# Lonchocarpus miniflorus
Lonchocarpus miniflorus là một loài rau đậu thuộc họ Fabaceae.
Loài này có ở Costa Rica, El Salvador, Guatemala, Honduras, México, và Nicaragua.